# Gran Premio de San Marino de Motociclismo de 2009
El Gran Premio de San Marino de Motociclismo de 2009 (oficialmente: GP Cinzano di San Marino e Riviera di Rimini) fue la decimotercera prueba del Campeonato del Mundo de Motociclismo de 2009. Tuvo lugar en el fin de semana del 4 al 6 de septiembre de 2009 en el Misano World Circuit Marco Simoncelli, situado en Misano Adriatico, Emilia-Romaña, Italia.
La carrera de MotoGP fue ganada por Valentino Rossi, seguido de Jorge Lorenzo y Dani Pedrosa. Héctor Barberá fue el ganador de la prueba de 250 cc, por delante de Mattia Pasini y Álvaro Bautista. La carrera de 125 cc fue ganada por Julián Simón, Nicolas Terol fue segundo y Bradley Smith tercero.

## Resultados

### Resultados MotoGP
| Pos.    | N.º | Piloto           | Constructor | Vueltas | Tiempo    | Parrilla | Pts. |
| ------- | --- | ---------------- | ----------- | ------- | --------- | -------- | ---- |
| 1       | 46  | Valentino Rossi  | Yamaha      | 28      | 44:32.882 | 1        | 25   |
| 2       | 99  | Jorge Lorenzo    | Yamaha      | 28      | +2.416    | 3        | 20   |
| 3       | 3   | Dani Pedrosa     | Honda       | 28      | +12.400   | 2        | 16   |
| 4       | 4   | Andrea Dovizioso | Honda       | 28      | +26.330   | 8        | 13   |
| 5       | 65  | Loris Capirossi  | Suzuki      | 28      | +26.539   | 10       | 11   |
| 6       | 24  | Toni Elías       | Honda       | 28      | +28.286   | 4        | 10   |
| 7       | 36  | Mika Kallio      | Ducati      | 28      | +30.184   | 11       | 9    |
| 8       | 33  | Marco Melandri   | Kawasaki    | 28      | +31.757   | 12       | 8    |
| 9       | 7   | Chris Vermeulen  | Suzuki      | 28      | +31.909   | 13       | 7    |
| 10      | 52  | James Toseland   | Yamaha      | 28      | +38.347   | 14       | 6    |
| 11      | 44  | Aleix Espargaró  | Ducati      | 28      | +46.673   | 15       | 5    |
| 12      | 14  | Randy de Puniet  | Honda       | 28      | +52.041   | 9        | 4    |
| 13      | 88  | Niccolò Canepa   | Ducati      | 28      | +1:03.198 | 16       | 3    |
| 14      | 41  | Gábor Talmácsi   | Honda       | 28      | +1:22.347 | 17       | 2    |
| Ret     | 15  | Alex de Angelis  | Honda       | 0       | Colisión  | 7        |      |
| Ret     | 5   | Colin Edwards    | Yamaha      | 0       | Colisión  | 5        |      |
| Ret     | 69  | Nicky Hayden     | Ducati      | 0       | Colisión  | 6        |      |
| Fuente: |     |                  |             |         |           |          |      |

### Resultados 250cc
| Pos.    | N.º | Piloto              | Constructor | Vueltas | Tiempo    | Parrilla | Pts. |
| ------- | --- | ------------------- | ----------- | ------- | --------- | -------- | ---- |
| 1       | 40  | Héctor Barberá      | Aprilia     | 26      | 43:23.353 | 2        | 25   |
| 2       | 75  | Mattia Pasini       | Aprilia     | 26      | +0.040    | 4        | 20   |
| 3       | 19  | Álvaro Bautista     | Aprilia     | 26      | +1.691    | 8        | 16   |
| 4       | 4   | Hiroshi Aoyama      | Honda       | 26      | +1.697    | 1        | 13   |
| 5       | 63  | Mike Di Meglio      | Aprilia     | 26      | +1.921    | 5        | 11   |
| 6       | 16  | Jules Cluzel        | Aprilia     | 26      | +9.202    | 13       | 10   |
| 7       | 6   | Alex Debón          | Aprilia     | 26      | +10.483   | 6        | 9    |
| 8       | 35  | Raffaele De Rosa    | Honda       | 26      | +11.360   | 16       | 8    |
| 9       | 55  | Héctor Faubel       | Honda       | 26      | +18.953   | 7        | 7    |
| 10      | 12  | Thomas Lüthi        | Aprilia     | 26      | +24.480   | 14       | 6    |
| 11      | 17  | Karel Abraham       | Aprilia     | 26      | +24.680   | 11       | 5    |
| 12      | 48  | Shoya Tomizawa      | Honda       | 26      | +51.521   | 17       | 4    |
| 13      | 25  | Alex Baldolini      | Aprilia     | 26      | +52.474   | 15       | 3    |
| 14      | 53  | Valentin Debise     | Honda       | 26      | +1:11.675 | 18       | 2    |
| 15      | 11  | Balázs Németh       | Aprilia     | 26      | +1:15.515 | 19       | 1    |
| 16      | 7   | Axel Pons           | Aprilia     | 26      | +1:15.666 | 20       |      |
| 17      | 56  | Vladimir Leonov     | Aprilia     | 25      | +1 vuelta | 22       |      |
| 18      | 10  | Imre Tóth           | Aprilia     | 25      | +1 vuelta | 23       |      |
| 19      | 77  | Aitor Rodríguez     | Aprilia     | 25      | +1 vuelta | 25       |      |
| Ret     | 14  | Ratthapark Wilairot | Honda       | 21      | Caída     | 10       |      |
| Ret     | 15  | Roberto Locatelli   | Gilera      | 20      | Retirado  | 9        |      |
| Ret     | 54  | Toby Markham        | Honda       | 15      | Retirado  | 24       |      |
| Ret     | 58  | Marco Simoncelli    | Gilera      | 12      | Caída     | 3        |      |
| Ret     | 8   | Bastien Chesaux     | Honda       | 3       | Caída     | 21       |      |
| Ret     | 52  | Lukáš Pešek         | Aprilia     | 2       | Retirado  | 12       |      |
| Fuente: |     |                     |             |         |           |          |      |

### Resultados 125cc
| Pos.    | N.º | Piloto             | Constructor | Vueltas | Tiempo    | Parrilla | Pts. |
| ------- | --- | ------------------ | ----------- | ------- | --------- | -------- | ---- |
| 1       | 60  | Julián Simón       | Aprilia     | 23      | 40:15.301 | 2        | 25   |
| 2       | 18  | Nicolás Terol      | Aprilia     | 23      | +0.573    | 4        | 20   |
| 3       | 38  | Bradley Smith      | Aprilia     | 23      | +5.474    | 1        | 16   |
| 4       | 93  | Marc Márquez       | KTM         | 23      | +9.378    | 7        | 13   |
| 5       | 11  | Sandro Cortese     | Derbi       | 23      | +9.665    | 10       | 11   |
| 6       | 17  | Stefan Bradl       | Aprilia     | 23      | +11.755   | 9        | 10   |
| 7       | 24  | Simone Corsi       | Aprilia     | 23      | +23.044   | 8        | 9    |
| 8       | 6   | Joan Olivé         | Derbi       | 23      | +26.936   | 18       | 8    |
| 9       | 94  | Jonas Folger       | Aprilia     | 23      | +32.851   | 25       | 7    |
| 10      | 99  | Danny Webb         | Aprilia     | 23      | +34.439   | 13       | 6    |
| 11      | 88  | Michael Ranseder   | Aprilia     | 23      | +34.733   | 17       | 5    |
| 12      | 7   | Efrén Vázquez      | Derbi       | 23      | +35.763   | 11       | 4    |
| 13      | 51  | Riccardo Moretti   | Aprilia     | 23      | +35.853   | 26       | 3    |
| 14      | 8   | Lorenzo Zanetti    | Aprilia     | 23      | +39.937   | 20       | 2    |
| 15      | 77  | Dominique Aegerter | Derbi       | 23      | +39.942   | 24       | 1    |
| 16      | 14  | Johann Zarco       | Aprilia     | 23      | +40.110   | 15       |      |
| 17      | 35  | Randy Krummenacher | Aprilia     | 23      | +59.051   | 23       |      |
| 18      | 69  | Lukáš Šembera      | Aprilia     | 23      | +59.100   | 19       |      |
| 19      | 61  | Luigi Morciano     | Aprilia     | 23      | +1:00.236 | 16       |      |
| 20      | 73  | Takaaki Nakagami   | Aprilia     | 23      | +1:01.191 | 22       |      |
| 21      | 39  | Luis Salom         | Aprilia     | 23      | +1:02.848 | 31       |      |
| 22      | 16  | Cameron Beaubier   | KTM         | 23      | +1:11.814 | 28       |      |
| 23      | 53  | Jasper Iwema       | Honda       | 23      | +1:11.933 | 33       |      |
| 24      | 87  | Luca Marconi       | Aprilia     | 23      | +1:12.053 | 32       |      |
| 25      | 65  | Gabriele Ferro     | Aprilia     | 23      | +1:14.596 | 29       |      |
| 26      | 70  | Jakub Jantulík     | Aprilia     | 23      | +1:28.731 | 34       |      |
| 27      | 10  | Luca Vitali        | Aprilia     | 23      | +1:29.309 | 36       |      |
| 28      | 21  | Jakub Kornfeil     | Loncin      | 23      | +1:29.916 | 35       |      |
| 29      | 62  | Alessandro Tonucci | Aprilia     | 22      | +1 vuelta | 21       |      |
| Ret     | 29  | Andrea Iannone     | Aprilia     | 22      | Colisión  | 3        |      |
| Ret     | 44  | Pol Espargaró      | Derbi       | 22      | Colisión  | 6        |      |
| Ret     | 71  | Tomoyoshi Koyama   | Loncin      | 16      | Retirado  | 27       |      |
| Ret     | 12  | Esteve Rabat       | Aprilia     | 15      | Retirado  | 12       |      |
| Ret     | 32  | Lorenzo Savadori   | Aprilia     | 13      | Caída     | 30       |      |
| Ret     | 45  | Scott Redding      | Aprilia     | 5       | Retirado  | 14       |      |
| Ret     | 33  | Sergio Gadea       | Aprilia     | 0       | Caída     | 5        |      |
| Fuente: |     |                    |             |         |           |          |      |